# Direito das sucessões
O direito das sucessões é o conjunto de normas que disciplinam a transferência do patrimônio de alguém, depois de sua morte, ao herdeiro, em virtude de lei ou testamento.
O termo sucessão de forma genérica significa o ato jurídico pelo qual uma pessoa substitui outra em seus direitos e obrigações, podendo ser consequência tanto de uma relação entre pessoas vivas quanto da morte de alguém. O Direito, portanto, admite duas formas de sucessão: inter vivo(no momento vivo) e causa mortis(no momento morte). 
Não se pode confundir sucessão com herança. A primeira é o ato de alguém substituir outrem nos direitos e obrigações, em função da morte, ao passo que herança é o conjunto de direitos e obrigações que se transmitem, em virtude da morte, a uma pessoa ou várias pessoas, que sobreviveram ao falecido. 

## Origem
A origem deste ramo do direito, ao contrário das demais, vem muito antes do direito romano, a preocupação dos chefes de família para proteger os bens da mesma e, principalmente, os rituais necessários após a morte dos mesmos. Acreditava-se que o filho mais velho, herdeiro, deveria rezar pelos seus antecedentes e a família que fosse levada ao fim teria seus antepassados em esquecimento.
O medo foi o que culminou no surgimento da sucessão, por tanto. O medo de perder as heranças de família, o medo de ser esquecido, o medo de não dar continuidade à família. Por este motivo, eram sempre os homens a herdar os bens, já que as mulheres mudariam de casa e passariam a orar e proteger a casa de seus maridos, conforme a tradição da época.
Isso aconteceu muito antes do surgimento de Roma como ela é conhecida atualmente, mas acabou perdurando através do tempo até ser oficializada e legalizada através das leis romanas posteriormente, embora boa parte da doutrina acredite que a mesma tenha surgido anteriormente, em outros  povos, como os gregos e os egípcios. 
Em Roma, da maneira que a conhecemos, o herdeiro substituía o falecido em todas as relações jurídicas (direitos e obrigações), assim como na religião, na medida em que era o continuador do culto familiar.

## Fundamento
Brasil
O direito das sucessões tem como fundamento o direito de propriedade, na medida em que, em razão da possibilidade de perpetuar a sua fortuna, o homem se vê incentivado a aumentá-la e a conservá-la. 
No Brasil, as normas concernentes ao Direito das Sucessões estão estabelecidas no artigo 5º da Constituição Federal, incisos XXX e XXXI, nos artigos 1784 a 2027 do Código Civil, na Lei n. 10.406, de 10 de janeiro de 2002.

## Abertura da sucessão
No instante da morte ou no instante presumido da morte de alguém. 
Nasce o direito hereditário e ocorre a substituição do falecido pelos seus sucessores nas relações jurídicas em que o falecido figurava.
O patrimônio do de cujus adquire caráter indivisível chamando-se de espólio, que é representado pelo inventariante. 
A fórmula que regula essa transmissão é chamada droit de saisine conhecido também como "princípio da saisine", uma ficção legal segundo a qual a morte e a transmissão legal coincidem em termos cronológicos, presumindo a lei que o próprio de cujus investiu seus herdeiros no domínio e na posse indireta de seu patrimônio. O patrimônio mencionado é a herança, composta pelos bens, direitos e obrigações do de cujus. 

### Pressupostos da sucessão
São pressupostos da sucessão:
- a morte do autor da herança (de cujus);
- Morte: Art 6° CC/02.  Art. 6o A existência da pessoa natural termina com a morte; presume-se esta, quanto aos ausentes, nos casos em que a lei autoriza a abertura de sucessão definitiva.  Morte Real e Morte presumida.  ·        Morte Real há cadáver.  ·        Morte Presumida, subdivide-se em:  com declaração de ausência ou sem declaração de ausência.  Art. 7o Pode ser declarada a morte presumida, sem decretação de ausência:  I - se for extremamente provável a morte de quem estava em perigo de vida;  II - se alguém, desaparecido em campanha ou feito prisioneiro, não for encontrado até dois anos após o término da guerra.
- a vocação hereditária.

Art. 1.829 A sucessão legítima defere-se na ordem seguinte:
I - aos descendentes;
II - aos ascendentes;
III - ao cônjuge sobrevivente;
IV - aos colaterais;

## Herança
Por herança se entende que seja o conjunto de bens, direitos e obrigações deixados pelo de cujus, esta é indivisível até a sentença de partilha. 
O herdeiro pode ceder uma parte do seu quinhão mas nunca um bem do acervo sem o consentimento dos demais. O conjunto de todos os bens deixados pelo de cujus é considerado na sua totalidade como bem imóvel para os efeitos legais até que seja feita a partilha, assim, mesmo que o acervo patrimonial transmitido pelo de cujus se componha totalmente de bens móveis, para a alienação, torna-se necessária a outorga marital ou uxória.

## Herança jacente e vacante

### Herança jacente
Herança jacente é aquela cujos herdeiros ainda não são conhecidos, ou, se conhecidos, renunciaram à herança, não havendo outros.

#### Fases da herança jacente
1.ª faseArrecadação dos bens
Verificado o óbito, deve o juiz do domicílio do falecido fazer a arrecadação de todos os seus bens.
O juiz vai nomear um curador para administrar e conservar os bens. 
Na impossibilidade do juiz não comparecer para fazer a arrecadação, ele nomeará autoridade policial para que o faça.
A autoridade responsável pela arrecadação dos bens tem que listar os bens e depois fazer um auto de arrecadação. Tem que ter com o policial, 2 testemunhas que assinaram com ele o auto de arrecadação.
2.ª faseApuração judicial
O juiz pode não se dar por satisfeito com o laudo feito pelo perito, então fará acareação entre as pessoas próximas ao falecido (vizinhos/ amigos) para levantar dados que esclareçam sobre o patrimônio e vida pessoal. Esse ato chama-se Auto de inquirição, arrecadação e informação. O juiz expedirá três editais que serão afixados nos locais de costume com intervalo entre as publicações de 30 dias, até completar 1 ano da publicação do primeiro edital. O edital será publicado no diário oficial e algum diário de grande circulação da comarca.
No decorrer do tempo da publicação dos editais poderá ser presente ao juiz algum possível herdeiro, neste caso será expedido um mandado de citação.
O credor ou interessado tem até o trânsito em julgado da sentença de vacância para se habilitar.
Alienação de bens só ocorre com autorização do juiz, da seguinte forma:
- bens móveis de difícil conservação
- bens semoventes somente se não forem empregados na exploração de alguma atividade comercial do falecido ou ainda se sua conservação for antieconômica.
- títulos e papéis de crédito podem ser vendidos quando há findado receio da desvalorização
- bens imóveis, se estiverem em estado de ruína, não sendo conveniente a reparação.
- objetos pessoais só podem ser vendidos depois de ser declarada a vacância.

Não se deve fazer nenhuma venda se após a publicação o habilitando se propuser a pagar a despesa.

### Herança vacante
A herança jacente passa a ser herança vacante quando depois de praticadas todas as diligências, ainda não houver aparecido interessados. Isto acontece no prazo de um ano depois de publicado o primeiro edital. (art. 1820, CC) 
A herança é arrecadada jacente e permanece assim até o decurso de 1 ano e dia, contado da publicação do edital, não havendo habilitado depois de 1 ano, o juiz declara a herança vacante por sentença. Essa sentença gera uma presunção de que todos os atos necessários para se achar os herdeiros foram praticados. 
Declarada a vacância, contam-se 5 anos da abertura da sucessão para que os bens se incorporem definitivamente ao patrimônio do Município, ao do Distrito Federal ou ao da União.
Os colaterais so podem se habilitar até a declaração de vacância ter transitado em julgado.
O Município é obrigado a aplicar o dinheiro em fundações, destinadas ao desenvolvimento do ensino universitário, sob a fiscalização do Ministério Público.

## Local da sucessão
Art. 96 CPC. O foro do domicílio do autor da herança, no Brasil, é o competente para o inventário, a partilha, a arrecadação, o cumprimento de disposições de última vontade e todas as ações em que o espólio for réu, ainda que o óbito tenha ocorrido no estrangeiro.
Parágrafo único. É, porém, competente o foro:
I - da situação dos bens, se o autor da herança não possuía domicílio certo;
II - do lugar em que ocorreu o óbito se o autor da herança não tinha domicílio certo e possuía bens em lugares diferentes.

## Herdeiros
Herdeiros são aqueles que têm a expectativa de receber a herança, sucedendo ao de cujus em seus direitos e obrigações.

### Tipos de herdeiros
Os herdeiros podem ser legítimos (indicados pela vocação hereditária) e testamentários (indicados pelo testador no testamento).

Herdeiros necessários:
Trata-se de herdeiros sucessivos, isto é, são todos os parentes em linha reta (filhos netos, bisneto etc.), bem como os ascendentes e o cônjuge, não tendo estes sido excluídos da sucessão por indignidade ou deserdação. Para estes, a Lei certifica o direito à legítima correspondente à metade dos bens do testador.
Havendo Herdeiros Necessários, a meação é dividida em legítima e metade disponível, que corresponde a ¼ do patrimônio do casal ou a metade da meação do testador. Desta, o herdeiro necessário não pode ser privado, pois é herdeiro fixado pela lei.
O patrimônio líquido do de cujus é dividido em duas metades aos quais são a legítima, e a outra, a quota disponível. Se ao herdeiro necessário for deixado pelo testador a parte disponível, a este também será dado o direito à legítima.

#### Herdeiros legítimos
Os herdeiros legítimos decorrem de determinação legal e dividem-se em herdeiros necessários (descendentes, ascendentes e cônjuge) e facultativos (colaterais até 4º grau e companheiro).